# Per Fredriks
Per Fredriks, före 1913 Per Nilsson, född 24 maj 1887 i Uppsala, död 16 september 1947 i Uppsala, var en svensk målare.
Han var son till handlaren Fredrik Nilsson och Edla Öberg och från 1920 gift med Vera Carlson. Fredriks studerade vid Tekniska skolan i Stockholm och vid Konstakademien 1907–1909. Han företog en studieresa till Finland 1910 och till Frankrike 1911–1912 där han passade på att studera vid Académie Colarossi och Grande Chaumière i Paris. Tillsammans med Bertil Damm och Manne Ihran ställde han ut på Hallins konsthall i Stockholm 1909 och han medverkade i en lång rad samlingsutställningar i Uppsala från 1923. Hans konst består av landskapsmålningar, stadsbilder och undantagsvis av stilleben, porträtt och figurer i olja eller akvarell. Fredriks är representerad med oljemålningar vid Moderna museet, Uppsala studentkår och Akademiska sjukhuset. Han är begravd på Uppsala gamla kyrkogård.
En minnesutställning med tavlor från 1905 fram till hans död arrangerades av Uppsala konstförening 1948.